# Aldo Giarratano
Aldo Giarratano (Roma, 7 marzo 1940) è un politico e medico italiano.
È stato sindaco di Caltanissetta due volte: tra il 1977 e il 1980 e tra il 1990 e il 1992.